# 达纳克尔勋章
达纳克尔勋章，吉尔吉斯斯坦国家勋章，1999年11月24日吉尔吉斯斯坦总统法令批准设立，于2000年8月26日首次颁发。

## 颁发条件
该勋章颁发给满足以下条件的公民：
- 对维持国家之间的和平、友谊与合作作出巨大贡献的；
- 在民族和谐方面开展了一项涉及众多科学，为促进民族间文化的相互和解，且富有成效的活动。

## 获奖者名单
- 乔尔蓬别克·巴扎尔巴耶维奇·巴扎尔巴耶夫（俄语：Базарбаев, Чолпонбек Базарбаевич）（2002年）
- 奇娜拉·沙尔舍耶芙娜·扎克波娃（2005年）
- 谢尔盖·绍伊古（2002年）[1]
- 馬友友（2003年）
- 尼古拉·伊万诺维奇·雷日科夫（2004年）
- 鲍里斯·叶夫根耶维奇·巴顿（英语：Borys Paton）（2004年）
- 尤里·米哈伊洛维奇·卢日科夫（2006年）
- 伊戈尔·亚历山德罗维奇·莫伊谢耶夫（英语：Igor Moiseyev）（2006年）：社会主义劳动英雄，苏联人民艺术家[2]
- 叶夫根尼·德米特里耶维奇·朵加（英语：Eugen Doga）（2007年）
- 阿尔马兹别克·阿坦巴耶夫（2007年）：吉尔吉斯斯坦总理
- 郎樱（2011年）：中国社会科学院荣誉学部委员、中国《玛纳斯》研究会副会长[3]
- 雷杰普·塔伊普·埃尔多安（2011年）：土耳其总理[4]
- 瓦西里·扎哈罗维奇·伊基姆（俄语：Владимир (Иким)）（2011年）：塔什干和中亚都主教（1990年—2011年）
- 王毅（2016年）：中华人民共和国外交部长[5]
- 德米特里·阿纳托利耶维奇·梅德韦杰夫（2015年）[6]
- 肖開提·米爾則亞耶夫（2017年）
- 谢尔盖·维克托罗维奇·拉夫罗夫（2017年）：俄罗斯外交部长